# Міжнародний рік лісів (монета)
«Міжнаро́дний рік лісі́в» — пам'ятна біметалева монета номіналом 5 гривень, випущена Національним банком України, присвячена Міжнародному року лісів, яким Організація Об'єднаних Націй оголосила 2011 рік. Ліси — тип природних комплексів із відповідною рослинністю, тваринним світом, мікроорганізмами, що взаємопов'язані у своєму розвитку. Це одна зі складових національного природного багатства країни та вагома складова гармонійного життя людини.
Монету введено в обіг 24 листопада 2011 року. Вона належить до серії «Інші монети».

## Опис монети та характеристики
| Номінал грн. | Метал                   | Маса, г | Діаметр, мм | Якість виготовлення       | Гурт                 | Тираж, штук |
| ------------ | ----------------------- | ------- | ----------- | ------------------------- | -------------------- | ----------- |
| 5            | нікелевий сплав, нордік | 9,4     | 28,0        | спеціальний анциркулейтед | секторальне рифлення | 30 000      |

### Аверс
На аверсі монети розміщено: угорі малий Державний Герб України та напис півколом — «НАЦІОНАЛЬНИЙ БАНК УКРАЇНИ», у центрі — стилізоване квітуче дерево з руками-вітами та серцем, праворуч — рік карбування монети «2011», унизу — логотип Монетного двору Національного банку України та напис півколом «П'ЯТЬ ГРИВЕНЬ».

### Реверс
На реверсі монети зображено руки-гілки, що тягнуться до сонця, по колу розміщено написи: «МІЖНАРОДНИЙ РІК ЛІСІВ» (угорі), «ЗБЕРЕЖЕМО ЗАРАДИ ЖИТТЯ» (унизу).

## Автори

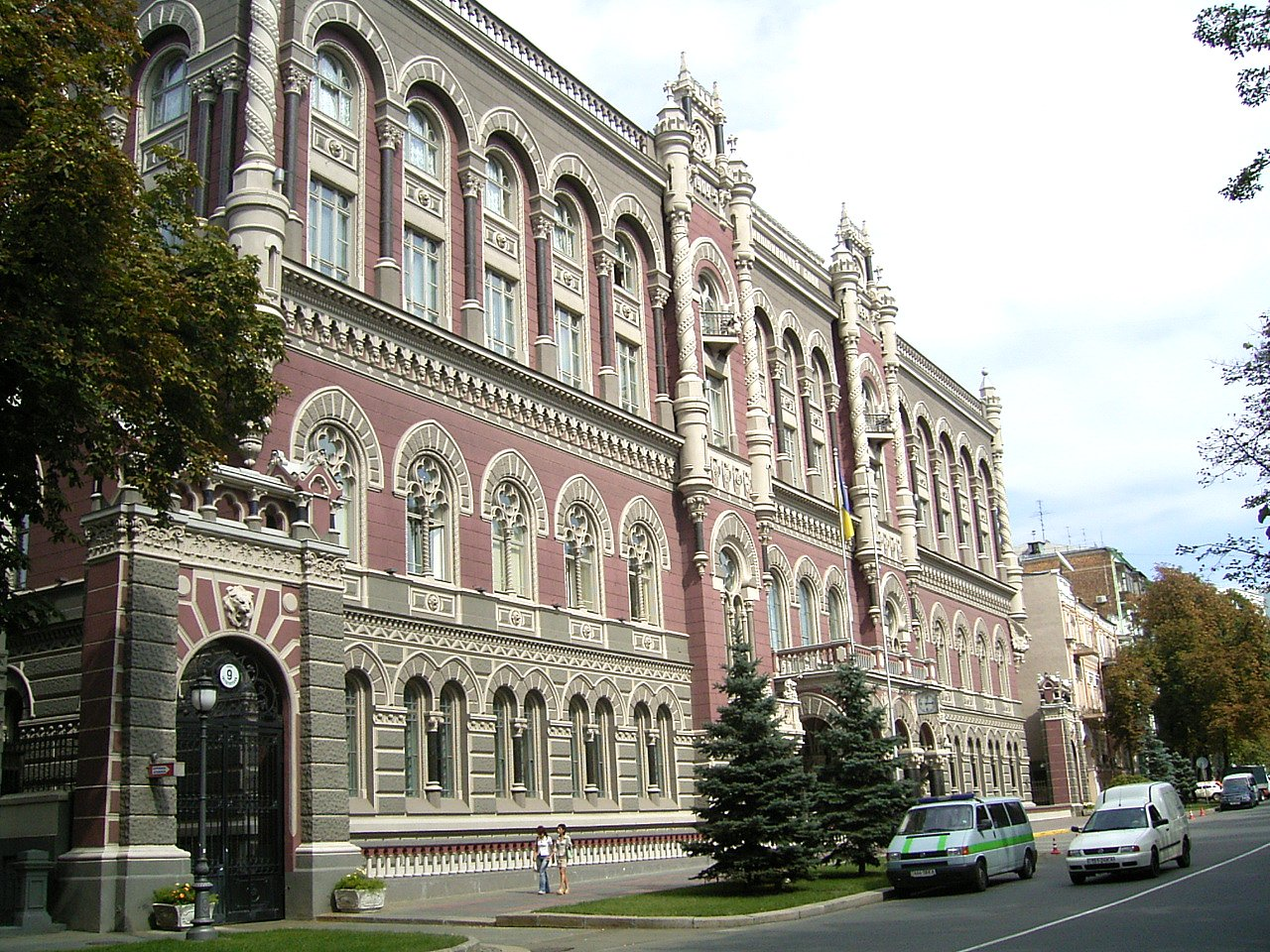
Будівля Національного банку України

- Художники: Таран Володимир, Харук Олександр, Харук Сергій.
- Скульптор — Іваненко Святослав.

## Вартість монети
Під час введення монети до обігу в 2011 році, Національний банк України реалізовував монету через свої філії за ціною 19 гривень.
Фактична приблизна вартість монети, з роками змінювалася так:
| Рік        | 2012 | 2013 | 2014 | 2015 | 2016 | 2017 | 2018 | 2019 | 2020 | 2021 | 2022 | 2023 | 2024 | 2025 |
| ---------- | ---- | ---- | ---- | ---- | ---- | ---- | ---- | ---- | ---- | ---- | ---- | ---- | ---- | ---- |
| Ціна, грн. | 25   | 35   | 35   | 40   | 70   | 85   | 95   | 110  | 110  | 120  | 140  | 370  | 420  | 430  |